# Danh sách chủ tịch Quốc hội Campuchia
Chủ tịch Quốc hội Vương quốc Campuchia (tiếng Khmer: ប្រធានរដ្ឋសភានៃព្រះរាជាណាចក្រកម្ពុជា) là chủ tọa của hạ viện cơ quan lập pháp

## Chủ tịch Quốc hội (1993–nay)
| # | Chân dung | Chủ tịch Quốc hội (sinh-mất)  | Đảng chính trị               | Bắt đầu              | Kết thúc             |
| - | --------- | ----------------------------- | ---------------------------- | -------------------- | -------------------- |
| 1 |           | Son Sann (1911–2000)          | Đảng Dân chủ Tự do Phật giáo | Tháng 6 năm 1993     | Tháng 10 năm 1993    |
| 2 |           | Chea Sim (1932–2015)          | Đảng Nhân dân Campuchia      | Tháng 10 năm 1993    | 30 tháng 11 năm 1998 |
| 3 |           | Norodom Ranariddh (1944-2021) | Funcinpec                    | 30 tháng 11 năm 1998 | 21 tháng 3 năm 2006  |
| 4 |           | Heng Samrin (1934)            | Đảng Nhân dân Campuchia      | 21 tháng 3 năm 2006  | 21 tháng 8 năm 2023  |
| 5 |           | Khuon Sodary (1952)           | Đảng Nhân dân Campuchia      | 21 tháng 8 năm 2023  | đương nhiệm          |

### Phó Chủ tịch
| Tên          | Nhiệm kỳ  | Hạng     | Đảng                    |
| ------------ | --------- | -------- | ----------------------- |
| Heng Samrin  | 1998–2006 | Thứ nhất | Đảng Nhân dân Campuchia |
| Nguon Nhel   | 1997–2006 | Thứ 2    | Đảng Nhân dân Campuchia |
| Say Chhum    | 2006–2012 | Thứ 2    | Đảng Nhân dân Campuchia |
| Nguon Nhel   | 2006–2014 | Thứ nhất | Đảng Nhân dân Campuchia |
| Khuon Sodary | 2012–2014 | Thứ 2    | Đảng Nhân dân Campuchia |
| Kem Sokha    | 2014–     | Thứ nhất | Đảng Cứu quốc Campuchia |
| Nguon Nhel   | 2014–     | Thứ 2    | Đảng Nhân dân Campuchia |

## Chủ tịch Quốc hội (1958–93)
| Tên                   | Nhiệm kỳ        | Đảng chính trị          |
| --------------------- | --------------- | ----------------------- |
| Chuop Hell            | 1958–1962       | Sangkum                 |
| Chau Sen Cocsal Chhum | 1962-1963       | Sangkum                 |
| Ung Hong Sath         | 1963 - ?        | ?                       |
| Chau Sen Cocsal Chhum | 1966–1968       | Sangkum                 |
| ?                     | 1968–1969       | ?                       |
| Cheng Heng            | 1969–1970       | Đảng Cộng hòa Xã hội    |
| In Tam                | 1970–1971       | Đảng Dân chủ            |
| ?                     | 1971–1972       | ?                       |
| Tan Kim Huon          | 1972 ? - 1974 ? | ?                       |
| Ung Bun Hor           | 1974–1975       | ?                       |
| Nuon Chea             | 1976–1979       | Đảng Cộng sản Campuchia |
| Chea Sim              | 1981–1993       | Đảng Nhân dân Campuchia |